# Alicia uruguayensis
Alicia uruguayensis is een zeeanemonensoort uit de familie Aliciidae. De anemoon komt uit het geslacht Alicia. Alicia uruguayensis werd in 1927 voor het eerst wetenschappelijk beschreven door Carlgren. 